# Amparo Noguera
María Amparo Noguera Portales (Santiago, 6 de marzo de 1965) es una actriz chilena de teatro, cine y televisión.

## Biografía
Nacida en Santiago, el 6 de marzo de 1965, en una familia de artistas. Es la segunda hija de Héctor Noguera (1937-), un destacado actor y director de teatro, y de Isidora Portales (1940-1998), una productora de teatro. Es medio hermana de los también actores Diego, Damián y Emilia Noguera.
Estudió teatro en la Escuela Teatro Imagen de Gustavo Meza. Con tan solo 21 años, se inició en el teatro protagonizando Ardiente paciencia (1986) de Antonio Skármeta, dirigida por su padre. El triunfo que logró por su interpretación fue determinante para dedicarse a la interpretación de forma profesional.

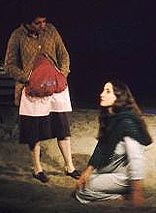
Amparo Noguera y María Elena Duvauchelle en la obra "Ardiente paciencia"

Durante los siguientes años, e integrada en repartos de obras como Las tres hermanas (1987), Diálogo sin fin de siglo (1988), La manzana de Adán (1990) e Historia de la sangre (1991), de Alfredo Castro, se consolidó como una de las jóvenes más destacadas de la escena chilena.

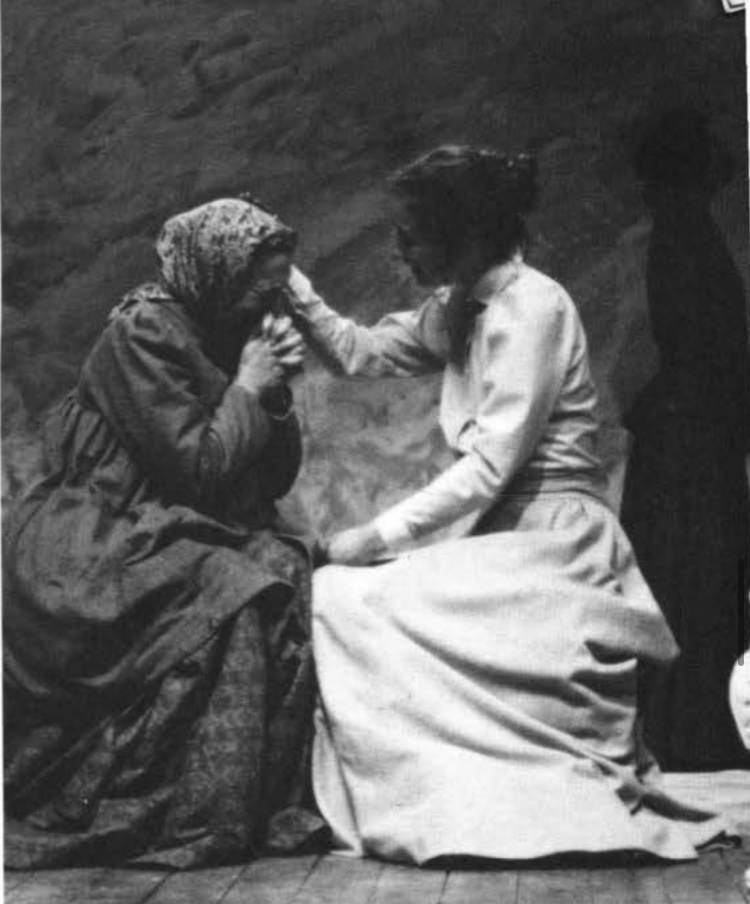
Amparo Noguera y María Cánepa en la obra "Las tres hermanas" (Teatro UC)

A lo largo de la década de 1990, su reputación como actriz teatral se mantuvo, mientras que se abrió paso para la televisión, protagonizando La Intrusa de Canal 13, al lado de figuras como Jaime Vadell, Marés González, Luis Alarcón y Liliana Ross.
Durante la segunda mitad de la década de 1990, se incorporó a Televisión Nacional de Chile en 1994 y fortaleció su carrera con varias actuaciones de soporte en la Época de oro de las teleseries, dirigidas por Vicente Sabatini.
Su gran oportunidad llegó en 2010, cuando Noguera comenzó a obtener papeles con mayor relevancia y se perfiló en la primera línea del canal estatal.
En 2018 después de 24 años, se anunció su despido de Televisión Nacional de Chile.

## Vida personal
Entre sus parejas conocidas se encontraron los actores Álvaro Escobar, Manuel Peña, Felipe Braun y Francisco Melo.
Posteriormente, en 2004 inició una relación con la también actor Marcelo Alonso. La pareja residía en Ñuñoa. Su relación con Alonso terminó en agosto de 2024 por una infidelidad del actor con la diputada Maite Orsini.

## Filmografía
| Año  | Título                             | Papel             | Notas               |
| ---- | ---------------------------------- | ----------------- | ------------------- |
| 1988 | El ciclista del San Cristóbal      | Amparo            | Peter Lilienthal    |
| 1990 | El país de octubre                 | —                 | Daniel de la Vega   |
| 1992 | Archipiélago                       | —                 | Pablo Perelman      |
| 1996 | Mi último hombre                   | Rosalía           | Tatiana Gaviola     |
| 2001 | Un ladrón y su mujer               | Ana López         | Rodrigo Sepúlveda   |
| 2002 | Tres noches de un sábado           | Victoria          | Joaquín Eyzaguirre  |
| 2004 | Días de campo                      | Señorita Chazal   | Raúl Ruiz           |
| 2004 | El último sacramento               | Paulina           | Camilo Becerra      |
| 2006 | Padre nuestro                      | Mercedes          | Rodrigo Sepúlveda   |
| 2007 | Casa de remolienda                 | Nicolasa          | Joaquín Eyzaguirre  |
| 2007 | La vida me mata                    | Margarita         | Sebastián Silva     |
| 2007 | Radio corazón                      | María Pilar Bauzá | Roberto Artiagoitía |
| 2008 | Secretos                           | Vilma             | Valeria Sarmiento   |
| 2008 | Tony manero                        | Constanza         | Pablo Larraín       |
| 2010 | Post mortem                        | Sandra            | Pablo Larraín       |
| 2012 | No                                 | —                 | Pablo Larraín       |
| 2013 | Carne de perro                     | Laura             | Fernando Guzzoni    |
| 2014 | Aurora                             | Sofía Olivarí     | Rodrigo Sepúlveda   |
| 2015 | Desastres naturales                | Lucía Martínez    | Bernardo Quesney    |
| 2016 | Neruda                             | Silvia            | Pablo Larraín       |
| 2017 | Una mujer fantástica               | Adriana Cortés    | Sebastián Lelio     |
| 2017 | Los versos del olvido              | —                 | Alireza Khatami     |
| 2017 | Silencio                           | Ana               | Leonardo Peña       |
| 2018 | ¿Cómo andamos por casa?            | Rocío             | Boris Quercia       |
| 2018 | La Biographie Inventée             | —                 | Nicolás Lasnibat    |
| 2018 | El taller                          | María Paz         | José Tomas Videla   |
| 2019 | Ema                                | —                 | Pablo Larraín       |
| 2019 | El hombre del futuro               | Nicole            | Felipe Ríos         |
| 2019 | Vendrá la muerte y tendrá tus ojos | Ana               | José Luis Torres    |
| 2020 | Pacto de fuga                      | Fabiola Pizarro   | David Albala        |
| 2020 | Tengo miedo torero                 | Olga              | Rodrigo Sepúlveda   |
| 2022 | El pa(de)ciente                    | Milena Fariña     | Constanza Fernández |
| 2022 | Historia y geografía               | Gioconda Martínez | Bernardo Quesney    |
| 2023 | Blanquita                          | Piedad            | Fernando Guzzoni    |
| 2023 | El conde                           | Mercedes          | Pablo Larraín       |
| 2023 | La práctica                        | Amanda            | Martín Rejtman      |
| 2025 | La mujer de la fila                | —                 | Benjamín Ávila      |
| 2025 | La ola                             | —                 | Sebastián Lelio     |

| Año  | Título                      | Papel   | Notas               |
| ---- | --------------------------- | ------- | ------------------- |
| 1988 | Ángeles                     | Claudia | Tatiana Gaviola     |
| 1995 | Dialogo de sordos           | —       | Guillermo Cifuentes |
| 1998 | Future house                | Mariana | Arnaldo Rodríguez   |
| 1999 | La tarde mirando pajaros    | —       | Rodrigo Sepúlveda   |
| 2004 | Los ojos abiertos           | —       | José Luis Torres    |
| 2017 | El sueño de Ana             | Ana     | José Luis Torres    |
| 2021 | Alicia soñó con un faro     | Alicia  | José Luis Torres    |
| 2023 | Star Wars: Visions Volume 2 | voz     | Gabriel Osorio      |

## Televisión
| Año  | Título                  | Papel             | Notas           |
| ---- | ----------------------- | ----------------- | --------------- |
| 1989 | La intrusa              | Texia González    | Papel principal |
| 1990 | ¿Te conté?              | Antonieta         |                 |
| 1991 | Ellas por ellas         | Ema Pereira       |                 |
| 1994 | Champaña                | Verónica Valdés   | Antagonista     |
| 1994 | Rojo y miel             | Lucía Castellanos |                 |
| 1995 | Estúpido cupido         | Marta Davis       |                 |
| 1996 | Sucupira                | Norma Órdenes     |                 |
| 1997 | Oro verde               | Adela Moraga      |                 |
| 1998 | Iorana                  | Ingrid Astudillo  |                 |
| 1999 | La fiera                | Rosa Espejo       |                 |
| 2000 | Romané                  | María Magdalena   |                 |
| 2001 | Pampa Ilusión           | Elisa Pereira     |                 |
| 2002 | El circo de las Montini | Olga Lorenzo      | Antagonista     |
| 2003 | Puertas adentro         | Mónica Barrera    | Antagonista     |
| 2004 | Los Pincheira           | Luisa Sotomayor   |                 |
| 2005 | Los Capo                | Concetta Espósito | Antagonista     |
| 2006 | Cómplices               | Rita Cifuentes    |                 |
| 2007 | Corazón de María        | Dalila Peñafiel   | Papel principal |
| 2008 | Viuda alegre            | Kathy Meneses     |                 |
| 2009 | Los exitosos Pells      | Liliana Tokmann   |                 |
| 2010 | Martín Rivas            | Engracia Núñez    |                 |
| 2011 | El laberinto de Alicia  | Sofía Donoso      | [ 18 ]          |
| 2012 | Pobre rico              | Virginia Donoso   | Antagonista     |
| 2014 | Vuelve temprano         | Clara Arancibia   | Papel principal |
| 2015 | La poseída              | Juana Correa      | Antagonista     |
| 2017 | Dime quién fue          | Agustina Lyon     | Antagonista     |
| 2019 | Río oscuro              | Clara Molina      | Papel principal |
| 2022 | La ley de Baltazar      | Margarita Fuentes | Papel principal |
| 2024 | Nuevo amores de mercado | Maitén García     |                 |

| Año       | Título                  | Papel                   | Notas                           |
| --------- | ----------------------- | ----------------------- | ------------------------------- |
| 1996      | La Buhardilla           | Ana                     |                                 |
| 1996      | Las historias de Sussi  | Teresa                  | Episodio: En el correo del amor |
| 1998      | Brigada Escorpión       | Angélica                | Episodio: La huella             |
| 1998-1999 | Sucupira, la comedia    | Norma Órdenes           | T1-T2                           |
| 2011-2013 | Prófugos                | Natalia Ricci / La Roja | T1-T2                           |
| 2015      | Zamudio                 | Marcela                 | 2 episodios                     |
| 2020      | La jauría               | Verónica Rivera         | T1. 7 episodios                 |
| 2021      | No nos quieren ver      | Javiera Rojas           | 5 episodios                     |
| 2022      | Los prisioneros         | Ida Ríos                |                                 |
| 2022      | 42 días en la oscuridad | Nora Figueroa           |                                 |
| 2022      | Los espookys            | Isabel                  | 4 episodios                     |
| 2022      | Cromosoma 21            | Jueza                   | 3 episodios                     |
| 2023      | La vida de nosotras     | Silvana Del Valle       | Episodio: Nicole                |
| 2024      | Baby bandito            | Natalia Robles          | T1. 3 episodios                 |

## Teatro

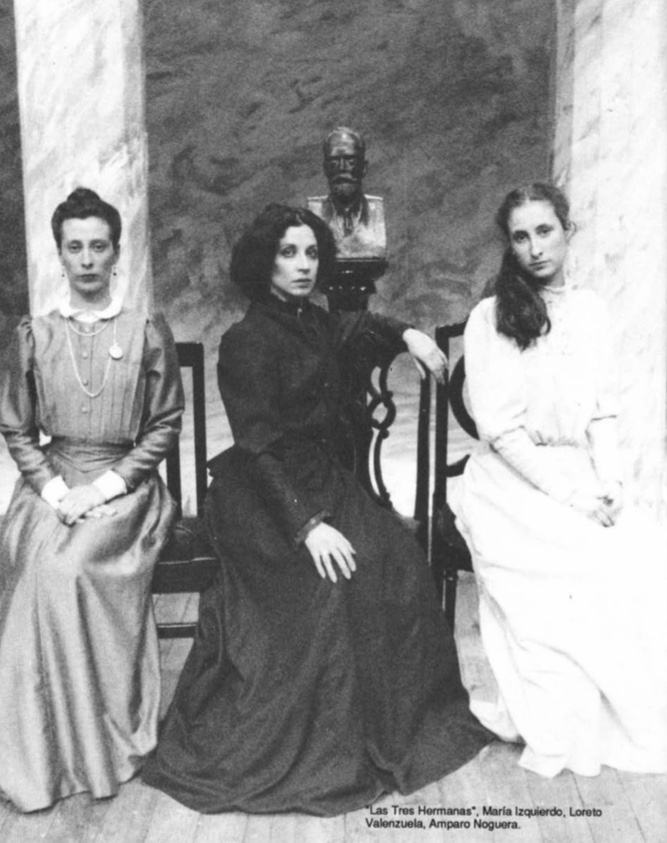
María Izquierdo Huneeus, Loreto Valenzuela y Amparo Noguera en la obra "Las tres hermanas" de Antón Chejov en 1987 (Teatro UC)

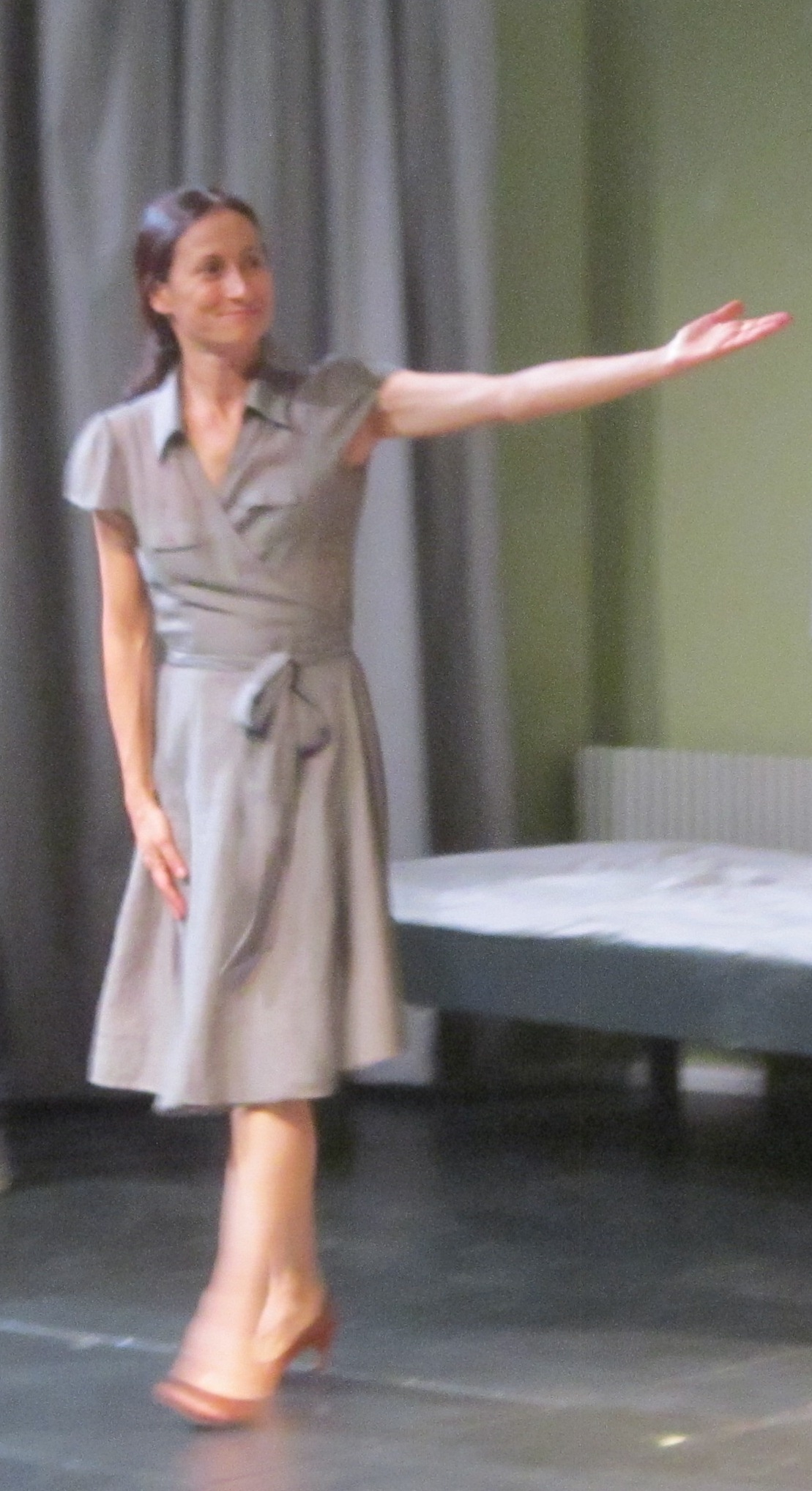
Amparo Noguera en la obra "El Padre" en 2018

- 1986 - Ardiente paciencia, de Antonio Skármeta.
- 1987 - Las tres hermanas, de Anton Chéjov (Teatro UC)
- 1988 - Diálogo sin fin de siglo, de Isidora Aguirre (Teatro Ictus)
- 1989 - El paseo de Buster Keaton, de Federico García Lorca (Teatro UC)
- 1990 - La manzana de Adán, de Claudia Donoso (Teatro La Memoria)
- 1991 - Historia de la sangre, de Alfredo Castro (Teatro La Memoria)
- 1992 - Dédalo en el vientre de la bestia, de Marco Antonio de la Parra (Teatro La Memoria)
- 1993 - Los días tuertos, de Claudia Donoso (Teatro La Memoria)
- 1994 - Tartufo, de Molière (Teatro UC)
- 1995 - Crimen y castigo, de Fiódor Dostoyevski (Teatro UC)
- 1996 - La visita, de Claudia Di Girolamo (dir.: Claudia Di Girolamo)
- 1998 - Madame de Sade, de Yukio Mishima (Teatro UC)
- 1998 - Doña Rosita la soltera, de Federico García Lorca
- 1999 - Hechos consumados, de Juan Radrigán (Teatro UC)
- 2000 - El coordinador, de Benjamín Galemiri (Teatro UC)
- 2001 - Alguien va a venir, de Jon Fosse (dir.: Víctor Carrasco)
- 2002 - Cartas vencidas, de Héctor Noguera (Teatro Camino, dir.: Héctor Noguera)
- 2003 - Provincia señalada, de Javier Riveros (Teatro La Provincia)
- 2003 - Mano de obra, de Diamela Eltit (Matucana 100, dir.: Alfredo Castro)
- 2004 - La gaviota, de Antón Chejov
- 2005 - Numancia, de Miguel de Cervantes (Teatro La María)
- 2006 - Casa de muñecas, de Henrik Ibsen (Teatro UC)
- 2006 - Infamante Electra, de Benjamín Galemiri (Teatro Camino, dir.: Raúl Ruiz)
- 2007 - Las brutas, de Juan Radrigán (Teatro La Provincia, dir.: Rodrigo Pérez)
- 2009 - Cara de fuego, de Marius von Mayenburg (Teatro Antonio Acevedo, dir.: Alfredo Castro)
- 2011 - La señorita Julia, de August Strindberg (Centro GAM, dir.: Cristián Plana)
- 2011 - Diatriba de la Victoria, de Juan Radrigán (Teatro La Memoria)
- 2011 - Soy tumba, de Claudia Di Girolamo (Teatro del Puente, dir.: Claudia Di Girolamo)
- 2011 - Casa de muñecas, de Henrik Ibsen (Teatro La Memoria, dir.: Alfredo Castro)
- 2013 - El jardín de los cerezos, de Antón Chéjov (Teatro Camino, dir.: Héctor Noguera)
- 2014 - Un tranvía llamado deseo, de Tennessee Williams (Centro GAM, dir.: Alfredo Castro)
- 2016 - El corazón del gigante egoísta, de Oscar Wilde (Centro GAM, dir.: Juan Pablo Peragallo)
- 2017 - El padre, de Florian Zeller (Teatro UC, dir.: Marcelo Alonso)
- 2018 - Hedda Gabler, de Henrik Ibsen (Centro GAM, dir.: Claudia Di Girolamo)
- 2019 - Mano de obra, de Diamela Eltit (Teatro La Memoria, dr.: Alfredo Castro)
- 2020 - La voz humana, de Jean Cocteau (Matucana 100, dir.: Víctor Carrasco)
- 2021 - La persona deprimida, de David Foster Wallace (dir.: Daniel Veronese)
- 2021 - Casta diva, de Jorge Díaz (Corporación Cultural de Providencia, dir.: Álvaro Viguera)
- 2023 - La vida que te di, de Luigi Pirandello (Teatro La Memoria, dir.: Cristián Plana)
- 2024 - La aventura invisible, de Marcus Lindeen (Centro Ceina, dir.: Víctor Carrasco)

## Vídeos musicales
| Año  | Título  | Artista | Dirección             |
| ---- | ------- | ------- | --------------------- |
| 2023 | Tu olor | Rubio   | Cristian Pino Anguita |